# Harpalyke (měsíc)

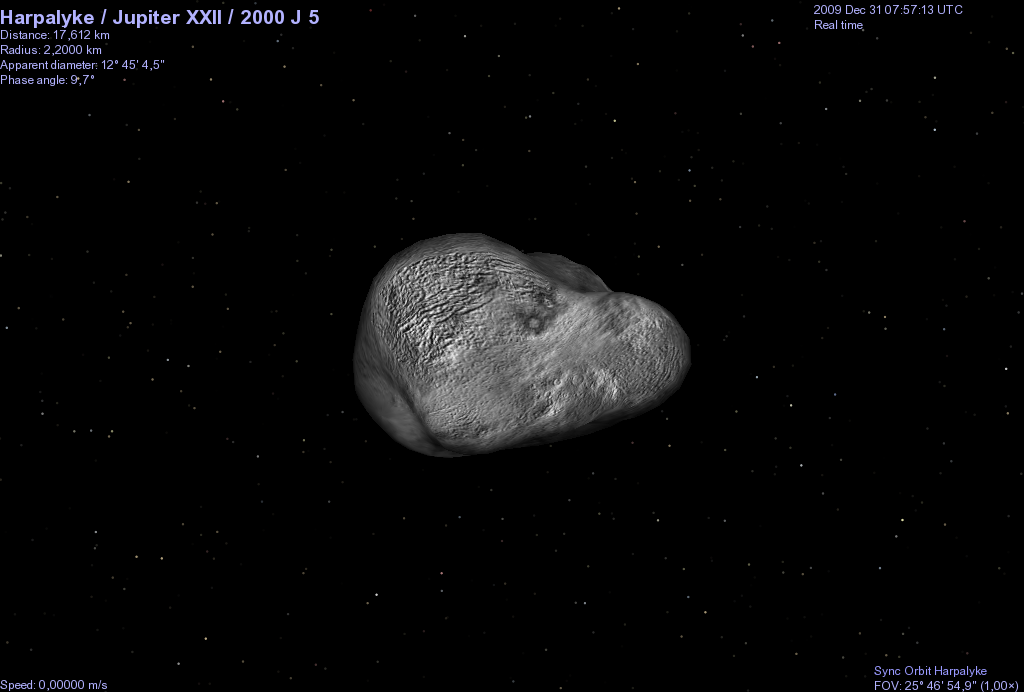
Měsíc Harpalyke zobrazený v počítačovém programu Celestia

Harpalyke (har-Pal'o-ə-kee, IPA: /hɑrpælɨki/; řecky Ἁρπαλύκη) nebo též Jupiter XXII, je retrográdní nepravidelný přirozený satelit Jupiteru. Byl objeven v roce 2000 skupinou astronomů z Havajské univerzity vedených Scottem S. Sheppardem a dostal prozatímní označení S/2000 J 5, platné až do srpna 2003, kdy byl definitivně pojmenován po Harpalyké, dceři Klymenose.
Harpalyke má v průměru asi ~4 km, jeho průměrná vzdálenost od Jupitera činí 21 Gm, obletí jej každých 624,5 dnů, s inklinací 147° k ekliptice (147° k Jupiterovu rovníku) a excentricitou 0,2441. Jeví se v šedých barvách (barevný index RV = 0,43), podobně jako planetky typu C. Harpalyke patří do rodiny Ananke.